# Bizarro World
Bizarro World è il quinto album della band tedesca melodic death metal Deadlock. Il disco è stato pubblicato nel 2011 da parte della Lifeforce Records.
È l'ultimo lavoro della band che vede il cantante Johannes Prem nella formazione.
Dall'album sono stati estratti due singoli: State of Decay e Virus Jones. Del secondo è stato anche prodotto un video.

## Tracce
1. Virus Jones - 04.59
2. State of Decay - 03.43
3. Falling Skywards - 04.22
4. Earthlings - 03.41
5. You Left Me Dead - 04.11
6. Brutal Romance - 04.08
7. Alienation - 01.42
8. Renegade - 03.25
9. Htrae - 04.48
10. Bizarro World - 02.11
11. Paranoia Extravaganza - 03.08